# Henri Chantrel
Pour les articles homonymes, voir Chantrel.
Henri Joseph Émile Théophile Chantrel, enseignant et résistant français, est né le 22 mai 1880 à Sainte-Suzanne (Mayenne) et mort le 1er septembre 1944 au Camp de concentration de Natzwiller-Struthof.

## Biographie

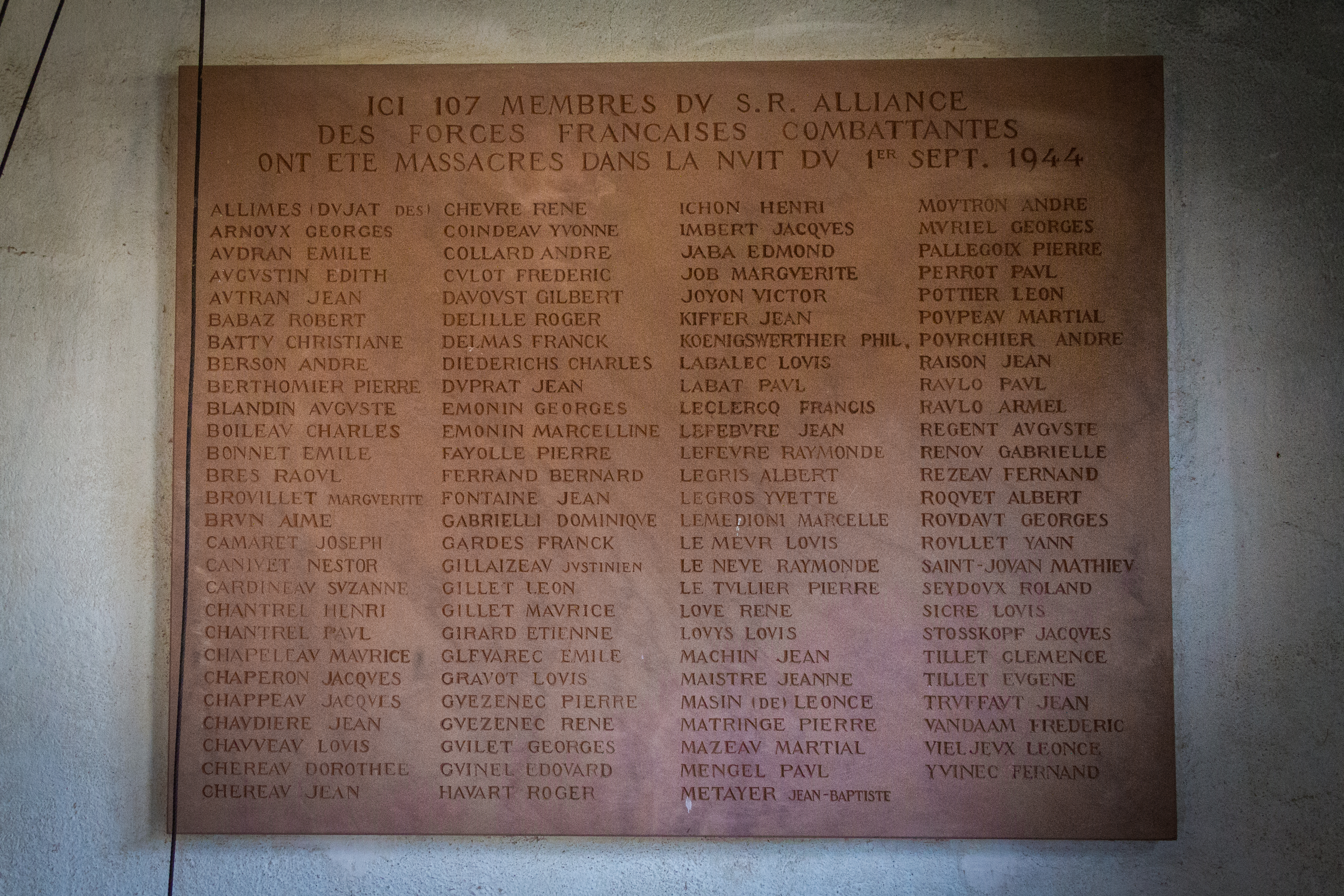
Plaque mémorielle au crématoire du Camp de concentration de Natzwiller-Struthof.

Fils de gendarme, il est élève de 1896 à 1899 à l’École normale primaire de Laval, il est instituteur à La Neuville et Offranville en Seine-Maritime, puis en Mayenne à Gorron, Mayenne, Commer, Juvigné. Capitaine, il combat lors de la Première Guerre mondiale à Verdun, à la bataille de la Somme, au Chemin des dames. Il participe à l'occupation de l'Allemagne jusqu'en juin 1919. Croix de guerre, médaille interalliée, il devient en 1920 chevalier de la Légion d'honneur.
À sa démobilisation en 1919, il enseigne à l'école communale de Saint-Ouen-des-Toits, dont il devient directeur en 1922, jusqu'à sa retraite en 1934, où il rejoint Laval.
Commandant d'armes de la place de Laval, il rejoint le réseau de résistance intérieure Alliance où il est agent de renseignements et de liaison du sous-secteur de Laval. Arrêté le 9 mars 1944, il est interné au Mans, puis à Fresnes, avant d'être déporté le 20 mai 1944 à Natzweiler. Il est, avec son neveu Paul Chantrel et avec 108 autres membres du réseau Alliance, tué d'une balle dans la nuque et incinéré le 1er septembre 1944. Il est officier de la Légion d'honneur et médaillé de la Résistance à titre posthume.
Une rue porte son nom à Laval. Des écoles (Ancienne école de Bel-Air) portent également son nom à Laval (Mayenne), et depuis 2000 à Saint-Ouën-des-Toits. Une plaque à sa mémoire a été inaugurée le 15 juin 2014 à Sainte-Suzanne (Mayenne).